# 15e arrondissement de Budapest
Le 15e arrondissement de Budapest (en hongrois : Budapest XV. kerülete) est un arrondissement de Budapest. L'arrondissement a été créé en 1950 par fusion des localités de Pestújhely et Rákospalota du comitat de Pest-Pilis-Solt-Kiskun.

## Organisation administrative

### Quartiers
| Quartiers | Quartiers   | Création | Population en 2001 (hab.) | Superficie (ha) | Densité hab/km2 | Localisation |
| --------- | ----------- | -------- | ------------------------- | --------------- | --------------- | ------------ |
| 1         | Pestújhely  |          | 10 571                    |                 |                 | \| 1 2 3 \|  |
| 2         | Rákospalota |          | 38 402                    |                 |                 | \| 1 2 3 \|  |
| 3         | Újpalota    |          | 36 259                    |                 |                 | \| 1 2 3 \|  |
| 1 2 3     |             |          |                           |                 |                 |              |

## Relations internationales

### Jumelages
- 10e arrondissement de Berlin (Allemagne)
- 23e arrondissement de Vienne (Autriche)
- Dabas (Hongrie)
- Donji Kraljevec (Croatie)
- Linyi (Chine)
- Mosonmagyaróvár (Hongrie)
- Nad Jazerom, Košice (Slovaquie)
- Obervellach (Autriche)
- Sanming (Chine)
- Toplița (Roumanie)
- Tótszentmárton (Hongrie)